# Katerinivka (Lugansk)
Katerinivka (en ucraniano: Катеринівка, romanizado: Katerynivka; en ruso: Екатериновка, romanizado: Yekaterinovka) es un asentamiento urbano ucraniano perteneciente al óblast de Lugansk. Situado en el este del país, hasta 2020 era parte del área metropolitana de Lugansk, pero hoy es parte del raión de Lugansk y del municipio (hromada) de Lugansk. Sin embargo, según el sistema administrativo ruso que ocupa y controla la región, Katerinivka sigue perteneciendo al área metropolitana de Lugansk.
El asentamiento se encuentra ocupado por Rusia desde la guerra del Dombás, siendo administrado como parte de la de facto República Popular de Lugansk y luego ilegalmente integrado en Rusia como parte de la República Popular de Lugansk rusa.

## Toponimia
Durante la era soviética y hasta 2016, cuando se cambió su denominación de acuerdo con las leyes de descomunización de Ucrania, se llamaba Yuvileine (en ucraniano: Ювілейне; en ruso: Юбилейное, romanizado: Yuviléinoye). El nombre anterior significa "jubileo" en honor al 50 aniversario de la Revolución de Octubre.

## Geografía
Katerinivka se encuentra a orillas del río Lugan, a 10 km de Lugansk. 

## Historia
A Yuvileine se le otorgó el estatus de asentamiento minero en 1955 y el estatus de asentamiento de tipo urbano en 1968. En 1978, las empresas más grandes del pueblo eran una planta de aparatos eléctricos y una planta de procesamiento.
En 2014, durante la guerra del Dombás, los separatistas prorrusos tomaron el control de Katerinivka y desde entonces está controlado por la autoproclamada República Popular de Lugansk. Se informó que el 19 de julio de 2014, las fuerzas armadas de Ucrania entraron a Yuvileine e instalaron la bandera nacional de Ucrania en el centro del pueblo. Según otras fuentes, las fuerzas ucranianas no entraron en Yuvileine, sino que ocuparon Vesela Tarasivka y bombardearon Yuvileine. El 26 de julio, apareció información aclaratoria de que el pueblo de Yuvileyne no está bajo el control de unidades de las Fuerzas Armadas de Ucrania.
El 12 de mayo de 2016, la Rada Suprema de Ucrania cambió el nombre de la aldea a Katerinivka como parte de la campaña de descomunización en Ucrania, creyendo erróneamente que estaban devolviendo el nombre anterior del asentamiento. Sin embargo, Yuvileine no existió antes de los tiempos soviéticos.
Durante la invasión rusa de Ucrania, Katerinivka fue bombardeado con los misiles de crucero anglo-franceses Storm Shadow el 13 de mayo de 2023.

## Demografía
La evolución de la población de Katerinivka entre 1989 y 2022 fue la siguiente:
| 16 972                                                        | 15 830 | 16 948 | 16 846 | 16 482 | 16 311 |
| (Fuente: Cities & Towns of Ukraine y UKRAINE: Größere Städte) |        |        |        |        |        |

Según el censo de 2001, la lengua materna de la mayoría de los habitantes, el 80,59%, es el ruso; del 18,89% es el ucraniano.

## Economía
La mayoría de los residentes del pueblo trabajan en la mina (que está ya cerrada) o en la parte central de la ciudad de Lugansk. La fábrica de enriquecimiento del grupo Luhanska opera aquí.

## Infraestructura

### Educación
En Katerinivka está la Universidad Estatal de Asuntos Internos de Lugansk (posteriormente se mudó a Sievierodonetsk). Además tiene las escuelas Nº53 y Nº54, y el instituto Nº3.

### Transporte
En Katerinivka se encuentra uno de los depósitos de trolebuses de Lugansk. El asentamiento está conectado con la parte central de la ciudad por el trolebús No. 57. 